# السلم الإسباني

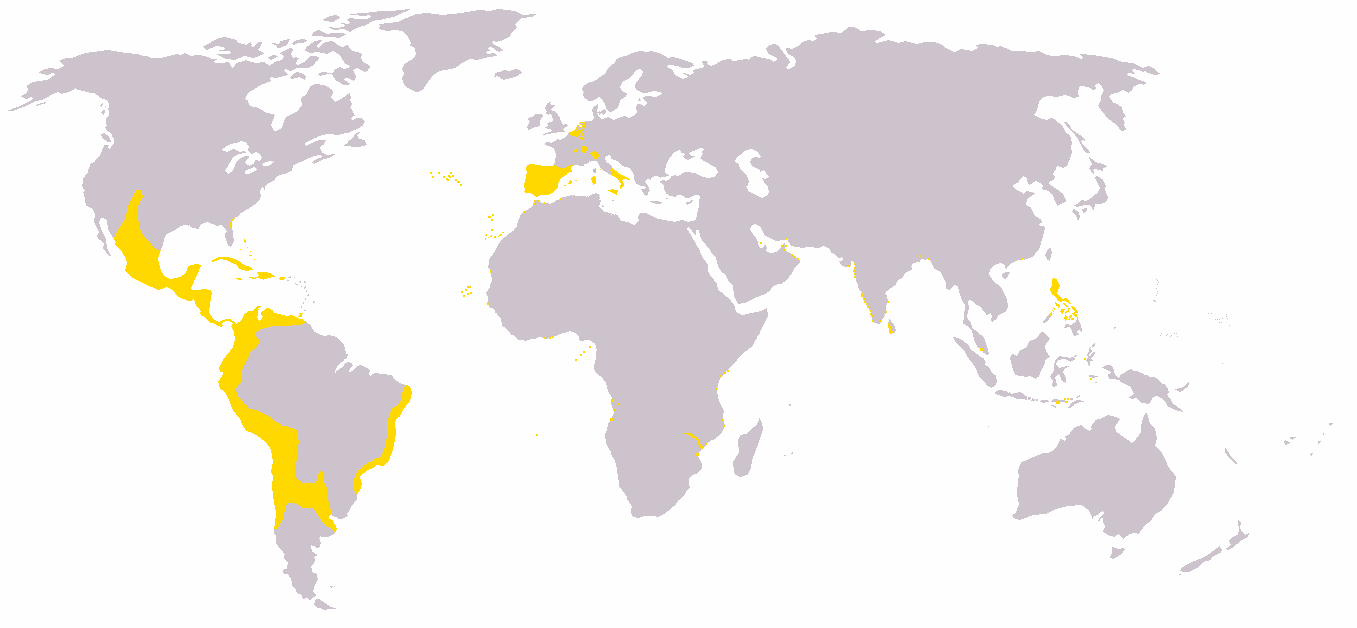
الإمبراطورية الإسبانية عام 1598

السلم الإسباني حرفياً «باكس هيسبانيكا» (Pax Hispanica) مصطلح يشير إلى («فترة السلام الإسباني») إلتي أمتدت لفترة ثلاثة وعشرين عامًا من 1598 إلى 1621، عندما انسحبت إسبانيا من الحروب الدينية الأوروبية التي اتسم بها القرن السابق. تم التوقيع على اتفاقية سلام مع مملكة فرنسا ومملكة إنجلترا والمقاطعات الهولندية المتحدة. توافق ذلك تقريبًا مع حكم فيليب الثالث ملك إسبانيا.
تحقق السلام بعدة معاهدات:
- 1598: أنهى صلح فرفينس التورط الأسباني في الحروب الدينية الفرنسية. كانت إسبانيا في حالة حرب مع فرنسا، مع فترات توقف قصيرة فقط، منذ الحرب الإيطالية الثانية عام 1499.
- 1604: انهت معاهدة لندن الحرب الأنجلو-إسبانية بشروط مواتية إلى حد كبير لإسبانيا.
- 1609: أوقفت هدنة الإثني عشر عامًا القتال في هولندا الإسبانية.
- 1610: اغتيل هنري الرابع ملك فرنسا.

«باكس هيسبانيكا» (1598-1621) يتألف من عقدين سلميين من العصر الذهبي الإسباني (1492-1661)، وهو مفهوم متميز وأوسع نطاقا تميزت به حروب الفتح في الأمريكتين والمشاركة في العديد من الصراعات الأوروبية. بدأ العصر الذهبي الإسباني عندما أسست إسبانيا إمبراطوريتها تحت حكم إيزابيلا الأولى وفيرديناند الثاني واستمرت مع ملوك هابسورغ تشارلز الأول وفيليب الثاني وفيليب الثالث وفيليب الرابع. في عهد آل هابسبورغ، تمت مراجعة استخدام القوة كجزء من السياسات الاستعمارية الإسبانية في الأمريكتين بعد مناظرة بلد الوليد، لكن إسبانيا أصبحت أكثر فأكثر في الحروب الدينية الأوروبية.
تحت حكم فيليب الثاني، كانت إسبانيا القوة العظمى الأولى وانخرطت في صراعات مع الهولنديين والإنجليز والفرنسيين. في عام 1579، أسس الهولنديون اتحاد أوتريخت، بعد استعادة إسبانيا للعديد من الأراضي في المقاطعات الهولندية على يد ألكسندر فارنيزي.
في العام التالي، حقق النظام الملكي الأسباني، لأول مرة منذ الفتح الإسلامي، الوحدة الإقليمية لشبه الجزيرة الأيبيرية من خلال اتحاد شخصي مع مملكة البرتغال، مما أدى إلى إنشاء الاتحاد الأيبيري (1580-1640). بعد الاستيلاء على أوستند من سبينولا، واصل الهولنديون تمردهم، وحققوا أخيرًا الاستقلال في عهد فيليب الثالث ملك إسبانيا.
بعد ذلك، عقدت إسبانيا السلام في أوروبا لمدة تسع سنوات أخرى، عندما انتهت هدنة اثني عشر عامًا. انتهى السلام عندما تورطت إسبانيا في حرب الثلاثين عامًا حيث اضطر فرديناند الثاني، الإمبراطور الروماني المقدس إلى استدعاء ابن أخيه، الملك فيليب الرابع ملك إسبانيا، للحصول على المساعدة.

## ملحوظات
1. ↑  Elliott، John Huxtable (1963). Imperial Spain 1469–1716. Edward Arnold  [لغات أخرى]‏. ص. 317. مؤرشف من الأصل في 2022-05-20.{{استشهاد بكتاب}}:  صيانة الاستشهاد: علامات ترقيم زائدة (link)
2. ↑  "Global power". The Economist. ISSN:0013-0613. مؤرشف من الأصل في 2022-07-11. اطلع عليه بتاريخ 2022-05-30.
3. ↑  McFarlane, Anthony (26 Jan 2021). Breaking the Pax Hispanica: Collective violence in colonial Spanish (بالإنجليزية الأمريكية). Manchester University Press. ISBN:978-1-5261-4061-6. Archived from the original on 2021-04-16.